# 武蔵の里

## 名所・旧跡・施設
- 武蔵の生家跡…宮本武蔵が生まれたとされている家。
- 武蔵生誕地記念碑
- 武蔵の里五輪坊
  - 武蔵資料館、食堂、公園、レクリエー ション施設、宿泊研修室17室(定員88名)  、青年期宮本武蔵像（富永直樹作）などの施設
- 宮本武蔵顕彰武蔵武道館
- 武蔵神社
- 武蔵の墓 
  - 武蔵の養子・宮本伊織の手により熊本から分骨したものとされる。平田無二斉夫婦のものとされる墓の隣に建立された。
- 武蔵の里交流館
- 讃甘神社
  - 武蔵が、神社神主の太鼓を鳴らすバチ捌きにヒントを得て、二天一流を編み出したと伝わる。
- 鎌坂峠 - 因幡街道の峠。武蔵の義母が住む平福宿に通じる。 
  - 一貫清水 - 鎌坂峠の頂上手前にある湧水。一貫の価値があるといわれたことから名づけられたとされる。旅立つ宮本武蔵と森岩彦兵衛が別れた場所と伝わる
- 平尾家住宅 
  - 宮本武蔵の実姉おぎんの嫁ぎ先とされ、旧大原町で最大の茅葺住宅。
- クアガーデン武蔵の里 ※2016年10月1日以降休業中
  - 天然温泉リゾート施設で、流水プール、 天然温泉＆スパ 、武蔵の湯（岩風呂）、お通の湯（木の香風呂）、サウナ、ウォータースライダー、温水プールなどがある。

## 所在地
岡山県美作市宮本

## 交通アクセス
- 智頭急行智頭線 宮本武蔵駅 徒歩10分～30分のエリア